# 港口圣母堂 (尼斯)

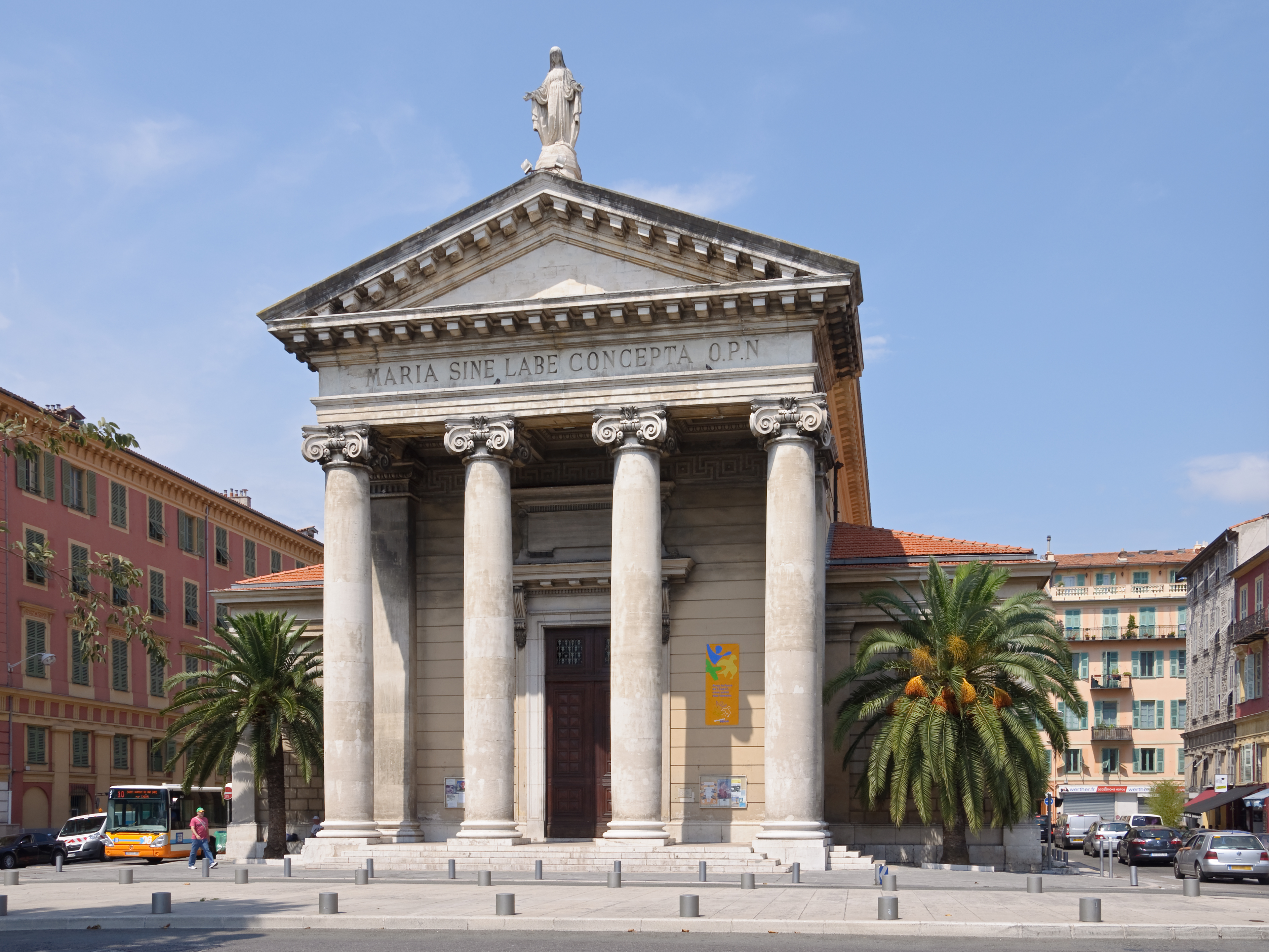

港口圣母堂（église Notre-Dame-du-Port）又称圣母无原罪堂（église de l'Immaculée Conception），位于法国尼斯Lympia港区的美丽岛广场（place Île-de-Beauté）。

## 历史
该堂建于1840-1853年，由建筑师Joseph Vernier根据美丽岛广场的整体规划设计。
建筑风格为新古典主义风格。立面由建筑师儒勒·费弗尔建于1896年。该堂于1991年列为法国历史古迹，为美丽岛广场19世纪建筑群的一部分。